# Alalampi
Alalampi är en sjö i Finland. Den ligger i kommunen Ranua i landskapet Lappland, i den norra delen av landet, 700 km norr om huvudstaden Helsingfors. Alalampi ligger 214 meter över havet. Arean är 18,4 hektar och strandlinjen är 2,68 kilometer lång. Sjön  ingår i Ijo älvs huvudavrinningsområde. 